# Línea 1 (TRAM Metropolitano de Alicante)
Línea 1 del TRAM Metropolitano de Alicante es un recorrido que está en servicio en el tranvía de Alicante. Discurre por la costa norte de la provincia, conectando el centro de la capital con Campello, Villajoyosa y Benidorm, con salida desde la estación de Luceros. Es un servicio semidirecto que solamente para en las estaciones más importantes o de transbordo hasta la estación de Campello. A partir de aquí, se detiene en todas las paradas hasta la estación de Benidorm. Desde 2019, algunas unidades prolongan su recorrido hasta la nueva parada de Benidorm Intermodal, conectando con la estación de autobuses.
Esta línea es la única que tiene conexión con todas las demás líneas de la red metropolitana alicantina, bien en la estación de Benidorm, donde enlaza con la línea 9, bien en el área metropolitana de Alicante, donde enlaza con las líneas 2, 3, 4 y 5. La línea 1, junto con la línea 9, forman el servicio heredado del histórico Trenet de la Marina, que unía Alicante con Denia, siendo la L1 la parte renovada y electrificada y la L9 la parte por reformar.

## Historia
La línea 1 se puso en servicio el 30 de julio de 2007. En un principio, con un trayecto desde Alicante, estación de Mercado, hasta Villajoyosa, parada de Creueta. El 2 de junio de 2008 se amplió el recorrido hasta Benidorm. Posteriormente, el 18 de junio de 2010 se inauguró la estación de Luceros, que pasó a ser la cabecera de línea. Finalmente, el 31 de julio de 2018 se puso en servicio la parada de Benidorm Intermodal, que prolongó la línea hasta la estación de autobuses de Benidorm.

## Estaciones y apeaderos

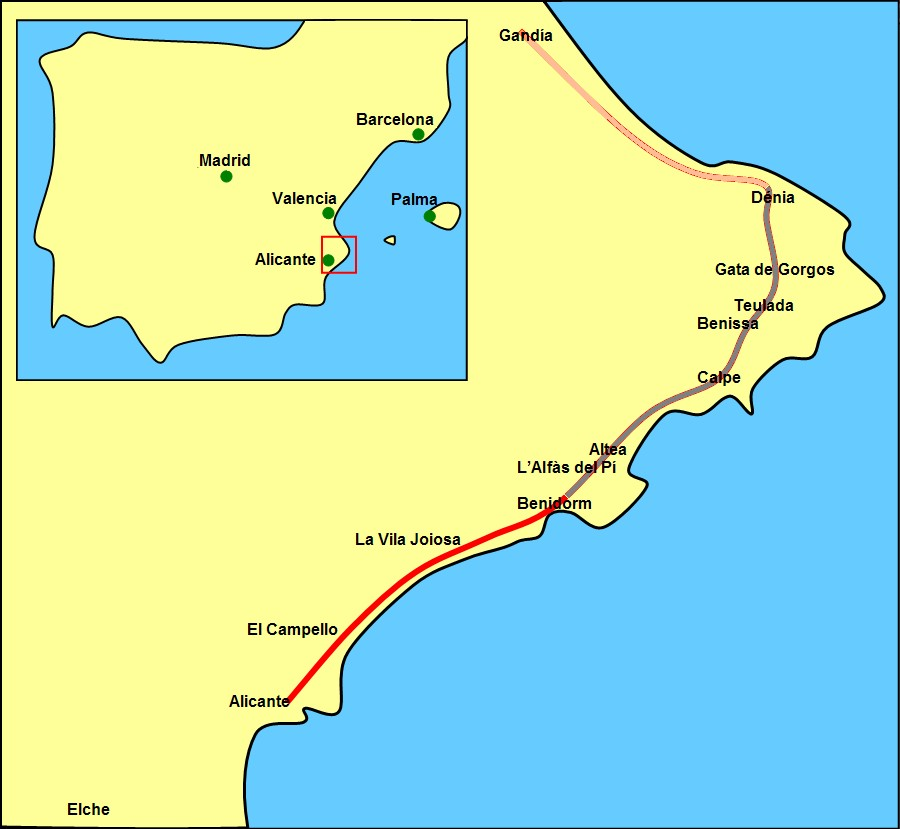
Recorrido de las líneas L1 (rojo) y L9 (gris)

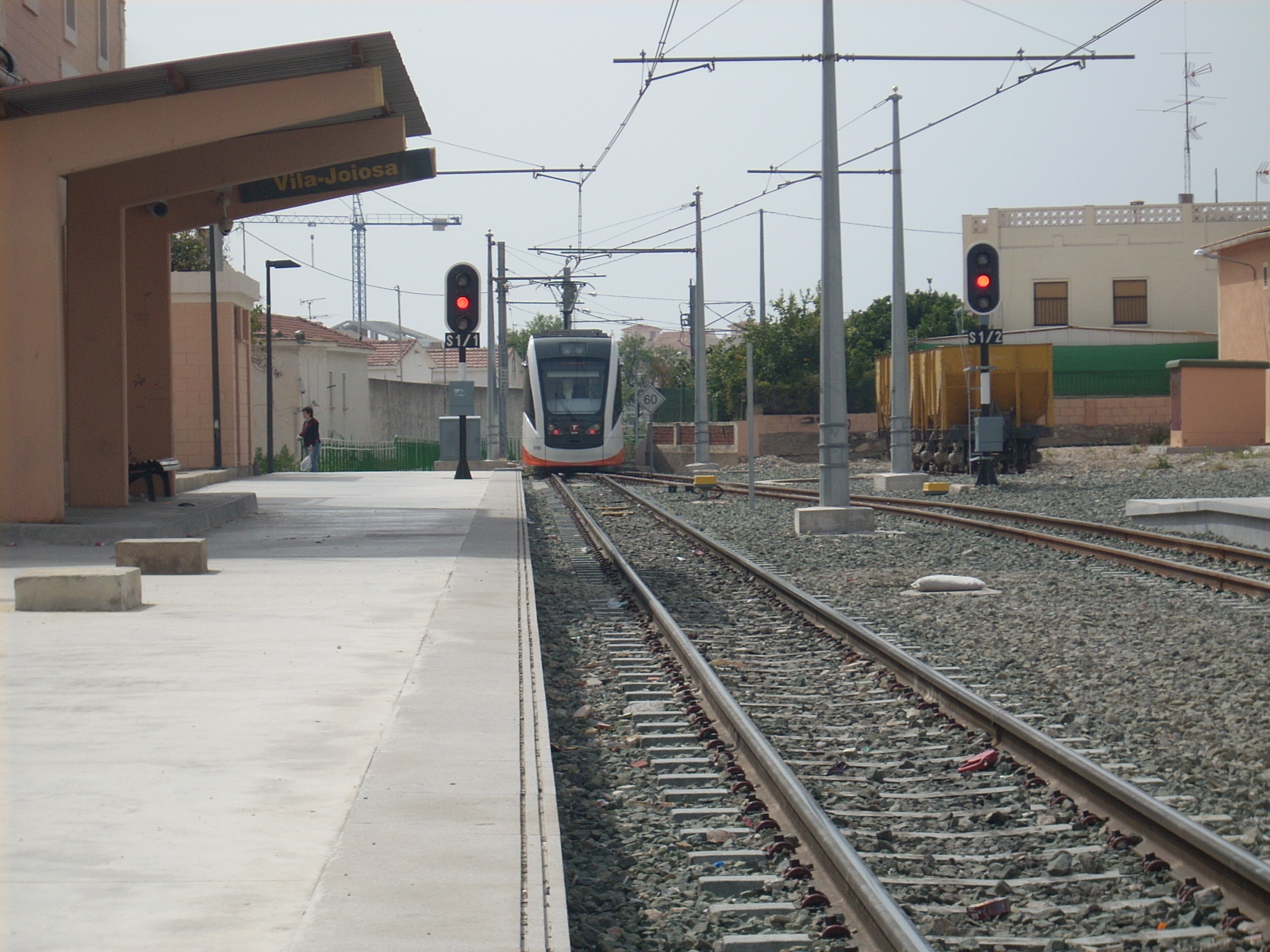
Estación de Villajoyosa, inaugurada en octubre de 1914.

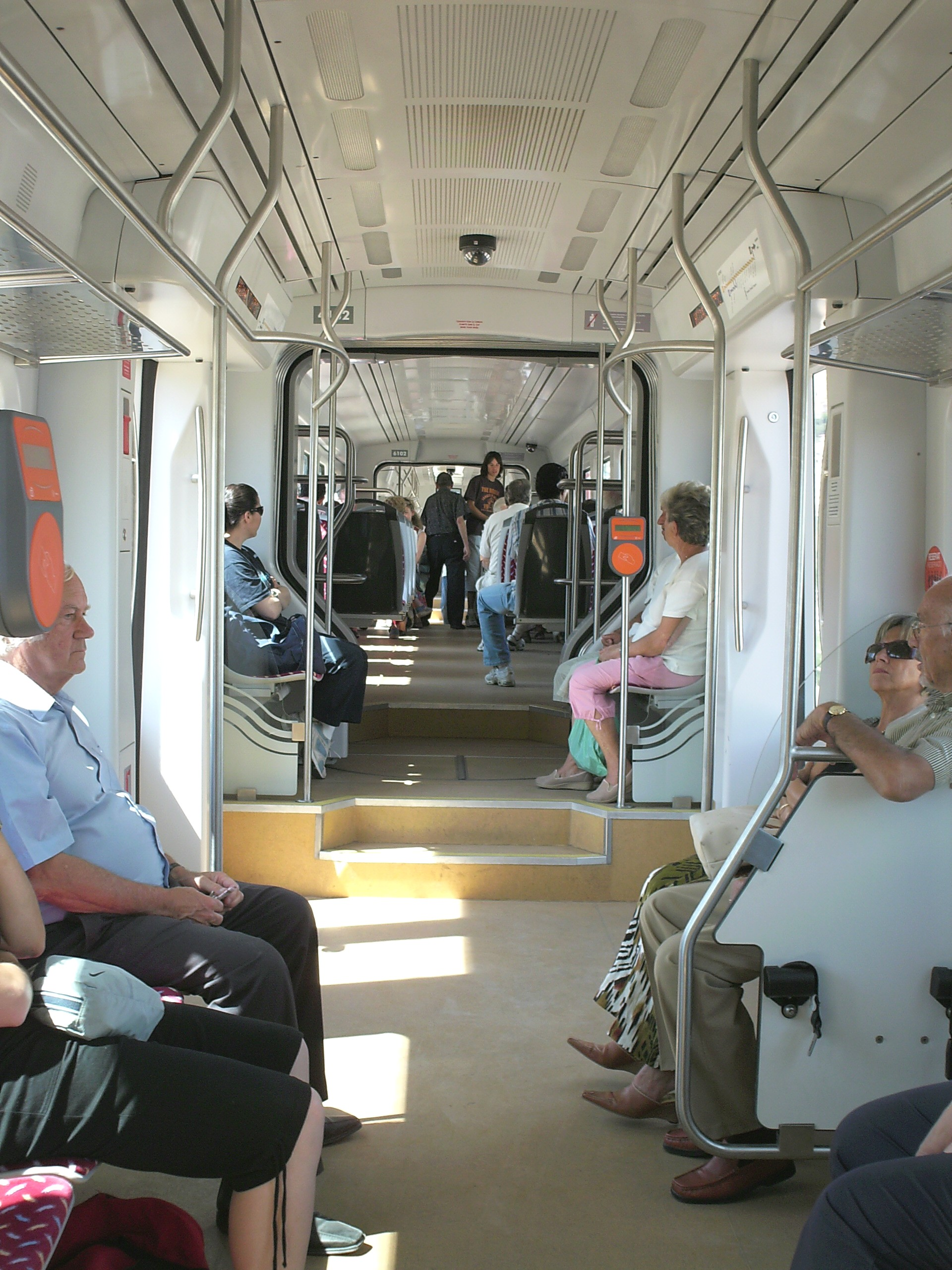
Interior de un tren-tram de la línea 1.

| Estación/Apeadero   | Dirección                     | Municipio   | Correspondencias | Servicios                                                            |
| ------------------- | ----------------------------- | ----------- | ---------------- | -------------------------------------------------------------------- |
| Luceros             | Plaza de los Luceros          | Alicante    |                  | Estación accesible · Aparcamiento · Punto de Información             |
| Mercado             | Av. Alfonso el Sabio          | Alicante    |                  | Estación accesible                                                   |
| MARQ-Castillo       | Pl. Doctor Mas Magro          | Alicante    |                  | Estación accesible                                                   |
| Sangueta            | Av. Villajoyosa               | Alicante    |                  | Estación accesible                                                   |
| La Isleta           | Pl. de la Isleta              | Alicante    |                  | Estación accesible                                                   |
| Lucentum            | Calles Virgilio / Diana       | Alicante    |                  | Estación accesible · Aparcamiento                                    |
| El Campello         | Av. de la Estación            | Campello    |                  | Estación accesible · Cafetería                                       |
| Poble Espanyol      | Calle Cocentaina              | Campello    |                  | Estación accesible                                                   |
| Amerador            | Calle Amerador                | Campello    |                  | Estación accesible                                                   |
| Coveta Fumà         | Calle Central                 | Campello    |                  | Estación accesible                                                   |
| Cala Piteres        | Calles Italia / Perleta       | Campello    |                  | Estación accesible                                                   |
| Venta Lanuza        | Calle Calpe                   | Campello    |                  | Estación accesible                                                   |
| Paradís             | Urb. Europark Sainvi          | Villajoyosa |                  | Estación accesible                                                   |
| La Vila Joiosa      | Calles Mestre Pons / Calvari  | Villajoyosa |                  | Estación accesible                                                   |
| Creueta             | Av. Bernat de Sarriá          | Villajoyosa |                  | Estación accesible                                                   |
| Costera Pastor      | Partida Barberes Norte        | Villajoyosa |                  | Estación accesible                                                   |
| Hospital Vila       | Av. Alcalde Jaume Botella     | Villajoyosa |                  | Estación accesible                                                   |
| Cala Finestrat      | Calle Alicante                | Finestrat   |                  | Estación accesible                                                   |
| Terra Mítica        | Accesos Parques Temáticos     | Benidorm    |                  | Estación accesible                                                   |
| Benidorm            | Calle Estación / Av. Beniardá | Benidorm    |                  | Estación accesible · Aparcamiento · Punto de Información · Cafetería |
| Benidorm Intermodal | Calle Francisco Llorca Antón  | Benidorm    |                  | Estación accesible · Aparcamiento                                    |

## Evolución del tráfico
| Año       | 2009      | 2010      | 2011      | 2012      | 2013      | 2014      | 2015      | 2016      | 2017      | 2018      | 2019      | 2020      | 2021      | 2022      |
| --------- | --------- | --------- | --------- | --------- | --------- | --------- | --------- | --------- | --------- | --------- | --------- | --------- | --------- | --------- |
| Pasajeros | 1.468.118 | 1.804.333 | 1.951.891 | 2.084.246 | 2.181.656 | 2.215.466 | 2.217.415 | 2.232.091 | 2.249.024 | 2.291.993 | 2.579.265 | 1.466.583 | 1.742.216 | 2.770.781 |